# 鶯籠
鶯籠（とりかご）は2018年から2022年まで活動した日本の音楽グループ、女性アイドルグループ。Uguisu Records所属。鶯谷を拠点に活動し、、グループ名もここに由来した。

## 概要
- 2018年2月26日 東京・鶯谷を拠点とし、活動開始。  デビューライブ「I CAN FLY」を東京・鶯谷にあるVALLEY×VALLEY×TOKYOにて開催。 エグゼグティブ・プロデューサーに駄好乙を迎え、オリジナルメンバーが「PINOCO・ばんぱいあ・からあげ」であることを発表。[2]
- 2020年2月19日メジャーデビュー。
- 2022年12月31日冬眠。

## 沿革

### 2018年
- 3月2日 - デビューライブ「I CAN FLY」を東京・鶯谷にあるVALLEY×VALLEY×TOKYOにて開催。
- 7月29日 - 新メンバー「点点」加入。5名体制に。
- 8月27日 - 1stアルバム「i cAn Fly」デジタル配信開始。
- 9月24日 - 1st ワンマンライブ「自分で蒔いたの。種を。」新宿LOFTにて開催。
- 11月7日 - 1stアルバム「i cAn Fly」発売。
- 11月18日 - 大阪での初単独公演「鶯史実 - 其の壱」を心斎橋FANJにて開催。
- 11月19日 - 名古屋での初単独公演「鶯演義 - 其の壱」をRAD HALLにて開催。

### 2019年
- 1月5日 - 駄好乙 生誕祭「成長期」を、渋谷TSUTAYA O-Crestにて開催。
- 1月14日 - PINOCO 生誕祭「平成」を、六本木morph-tokyoにて開催。
- 2月16日 - ばんぱいあ 生誕祭「Bloody Carnival」を、青山月見ル君想フにて開催。
- 2月28日 - 『週刊ヤングジャンプ』13号において全メンバーが巻末グラビアに登場[3]。
- 3月1日 - 1周年記念公演｀嘴｀を東京キネマ倶楽部にて開催。
- 3月10日 - 2nd アルバム「Legacy」発売。
- 3月20日 - 第一弾 ばんぱいあ1st 写真集「- 婉麗 -」発売。
- 4月14日 - からあげ 生誕祭「CHERRY BOMB」を、秋葉原P.A.R.M.Sにて開催。
- 5月20日 - 沖縄での初単独公演「鶯琉歌 - vol.1」を沖縄outputにて開催。
- 5月22日 - プロデューサーの駄好乙が体調不良によりライブ出演休止を発表。
- 5月29日 - 矢口真里の火曜The NIGHT（AbemaTV）に初出演。自由奔放さが良くも悪くも話題になり、その後の配信回でもたびたび話題となっている[4]。
- 6月22日 - 東名阪CLUB QUATTROツアー「若者の全て」を、SHIBUYA CLUB QUATTROにて開催。プロデューサーの駄好乙が活動再開。
- 6月30日 - 東名阪CLUB QUATTROツアー「若者の全て」を、UMEDA CLUB QUATTROにて開催。
- 7月16日 - 3rd アルバム「PAN」を発売。
- 7月20日 - 東名阪CLUB QUATTROツアー「若者の全て」を、NAGOYA CLUB QUATTROにて開催。
- 7月25日 - 第二弾　からあげ 1st 写真集「- 片栗粉 -」発売。　全身包帯姿でリリースイベントを開催。
- 8月2日～ 8月4日 -「TOKYO IDOL FESTIVAL 2019」出演。
- 8月4日 - 東名阪CLUB QUATTROツアーFINAL「若者の全て」を東京キネマ倶楽部にて開催。キングレコードからメジャーデビューをすることを発表。[5]
- 8月30日 - 「愛なんていらねぇよ 夏 2019」を東京･神田明神ホールにて開催。
- 10月7日 - 「梨 2019」を代官山UNITにて開催。
- 10月16日 - 第三弾 PINOCO 1st写真集「- 表面張力 -」発売。[6]
- 11月14日 - 新宿･渋谷バンドセットツアー「始祖」を新宿LOFTにて開催。
- 11月15日 - 新宿･渋谷バンドセットツアー「プロペラ」を渋谷duo MUSIC EXCHANGEにて開催。
- 11月15日 - 新宿･渋谷バンドセットツアーファイナル「屋根裏」を渋谷WWWにて開催。
- 11月30日 - 点点 生誕祭「Freeze Moon」を代官山UNITにて開催。
- 12月13日 - 「梨 2019 vol.2」をTSUTAYA O-WESTにて開催。 メジャーデビューシングル『FLY HIGHER AGAIN』であることを歌詞を船橋市非公認ご当地キャラの“ふなっしー”が手掛けたことを発表し初披露。[7]
- 12月15日 - 東京での単独公演100回目となる「I CAN FLY - 其の佰」を開催。
- 12月27日 - 「愛なんていらねぇよ、冬 2019」を代官山UNITにて開催。
- 12月31日 - 拠点であった「VALLEY×VALLEY×TOKYO」劇場閉鎖に伴い最終公演を開催。

### 2020年
- 1月4日 - 駄好乙 生誕祭 ｢㰷」をSHIBUYA CLUB QUATTROにて開催。駄好乙のExecutive Producer退任を発表。
- 1月5日 - テレビ東京「ゴッドタン」EDテーマをメジャー第一弾シングルFLY HIGHER AGAINに決定された事を公式Twitterで発表。1月から2ヶ月連続。
- 1月11日 - 鶯戯記 - 其の伍にてExecutive Producer退任を撤回。
- 1月12日 - PINOCO 生誕祭「処女」を代官山UNITにて開催。
- 1月15日 - 拠点を鶯谷から茅場町へ移動。こけら落とし公演を茅場町PROPANE (プロパン)にて開催。
- 1月20日 - 広島初の単独公演「鶯椛 - 其の壱」をHIROSHIMA BACK BEATにて開催。
- 1月21日 - 福岡初の単独公演「鶯筑紫 - 其の壱」を福岡DRUM SONにて開催。
- 1月30日 - メジャーデビューシングル「FLY HIGHER AGAIN」のミュージックビデオが過激すぎる内容でコンプライアンスNGの判断となり、公開中止となることが発表された[8]。
- 2月7日 - 2nd ワンマンライブ「修羅場」恵比寿LIQUID ROOMにて開催[9]。
- 2月8日 - 2nd ワンマンライブの第二弾「修羅場 - 禁 -」を代官山UNITにて開催。鶯籠50曲全曲を披露し、3時間30分以上の公演となった。
- 2月9日 - 2nd ワンマンライブのファイナル「修羅場 - 終 -」を下北沢空き地にて開催。
- 2月19日 - メジャーデビューシングル「FLY HIGHER AGAIN」をキングレコードより発売。
- 2月22日 -  ばんぱいあ 生誕祭「息」を渋谷WOMB にて開催。
- 3月1日 - 二周年記念公演 - 前夜祭を代官山UNITにて開催。
- 3月6日 - 新型コロナウイルスによる劇場公演の中止を発表。
- 3月8日 - 初の無観客ライブ「I CAN FLY - 其の佰柒」を茅場町PROPANEからYoutube生配信[10]。

### 2022年
- 11月8日 - 19歳の誕生日に行われた茅場町PROPANEのライブをもって点点が卒業。
- 11月19日 - 駄好乙が無期限の休養。UguisuRecordsを離れ、ツイッターアカウントは萩原杏衣に変更された。
- 12月 - 残った3人のメンバーで鶯籠冬眠ツアーを開催。
- 12月31日 - 東京・茅場町PROPANEのライブを最後に冬眠。

## メンバー
| 名前           | 読み方     | ニックネーム                            | 生年月日              | 出身地 | 血液型 | 身長  | 体重 | 趣味、備考                                                                                 |
| -------------- | ---------- | --------------------------------------- | --------------------- | ------ | ------ | ----- | ---- | ------------------------------------------------------------------------------------------ |
| PINOCO         | ぴのこ     | ぴのこ、ぽりこ、ぽりんきー              | 1999年1月27日（26歳） | 静岡県 | O      | 160cm | 55kg | ひきこもる、アニメ、サブカル、こけし グループ冬眠以降は2023年8月より香野子としてソロ活動。 |
| ʚ✞ばんぱいあ✞ɞ | ばんぱいあ | ばんちゃん、ぴいあ、あさり、ゆで･たまご | 2001年2月7日（24歳）  | 岩手県 | AB     | 148cm | 46kg | ひきこもる、独り言、無表情、ゆでたまごの真似 グループ冬眠後はソロ活動                      |
| からあげ       | からあげ   | あげちゃん、お華、けろけろけろっぴ      | 1997年4月27日（28歳） | 岡山県 | O      | 156cm | 50kg | 被害妄想、お買い物、コスプレ（けろけろけろっぴ） グループ冬眠後はソロ活動                  |
| 駄好乙         | たむこ     | たむこ、しゃけ、よだれ                  | 2005年1月4日（20歳）  | 千葉県 | B      | 151cm | 35kg | 振り付けを作る、動物全般、ミシン、エジプト 萩原杏衣としても活動。 2022年11月19日無期限休養 |
| 点点           | てんてん   | てんてん、ビヨンセ、にゃんこすたー      | 2003年11月8日（21歳） | 埼玉県 | ?      | 160cm | 51kg | 肉，バイク，斜め45度，尾崎豊 2022年11月8日卒業                                             |

## 作品

### シングル
- 1stシングル『FLY HIGHER AGAIN』
［CD］
  1. 「FLY HIGHER AGAIN」
  2. 「壊す力は、生む力」
  3. M-1（off vocal ver.）
  4. M-2（off vocal ver.）

［Blu-ray］（Type-Aのみ）
  - FLY HIGHER AGAIN [live clip]

### アルバム
- 1stアルバム『i cAn Fly』
  1. 霞
  2. ESCAPE
  3. G
  4. GOMIBAKO
  5. 灰
  6. summer snow
  7. 無茶しやがって…
  8. 森
- 2ndアルバム『Legacy』
  1. B突堤
  2. 鶯龍茶
  3. 泪
  4. 鶯演義
  5. 頻く頻く
  6. 自分で蒔いたの。種を。
  7. 蜂
  8. 鶯肌
- 3rdアルバム『PAN』
  1. 1995 A.D.
  2. 飛鳴
  3. 凸凹
  4. 潰れたトマト
  5. 終幕
  6. 嘴
  7. 若者のすべて
  8. キラキラ光る

### 未発売シングル
《曲名と発売日》
- 灰（2019年4月21日）
- 嘴（2019年7月16日）
- i cAn FLy（2019年8月30）
- なぁ？（2019年9月19日）
- 始祖（2019年11月14）
- プロペラ（2019年11月15）
- 屋根裏（2019年11月17日）
- 遺伝子（2020年1月10日）
- 赤い春（2020年1月13日）
- 楽園（2020年1月23日）
- 1945_A_D（2020年1月26日）
- キレる（2020年1月28日）
- 黒い雨（2020年2月7日）
- ブレーメン（2020年2月18日）
- ベラミ（2020年2月20日）
- 流転（2020年2月23日）

### 映像作品
- DVD&Blu-ray『鶯籠 1st ワンマンライブ｀自分で蒔いたの。種を。｀』
（映像DISC収録曲）
  1. 霞
  2. EMOTIONAL
  3. ESCAPE
  4. GOMIBAKO
  5. G
  6. summer snow
  7. JAM
  8. B突堤
  9. 森
  10. I CAN FLY
  11. 無茶しやがって…
  12. 鶯龍茶
  13. 灰
  14. 鶯肌
  15. 鶯演義
  16. 頻く頻く
  17. 自分で蒔いたの。種を。
- EN .  自分で蒔いたの。種を。
限定特典Lyric DVD
- 「キラキラ光る」

## ミュージックビデオ
| №  | 楽曲名                 | 公開日        | 監督             | 備考                     |
| -- | ---------------------- | ------------- | ---------------- | ------------------------ |
| 1  | ESCAPE                 | 2018年5月23日 | 二宮ユーキ       | Full Size Music Video    |
| 2  | summer snow            | 2018年7月3日  | MASARU MORISHITA | Full Size Music Video    |
| 3  | 森                     | 2018年8月30日 | 杉浦穂奈実       | Full Size Music Video    |
| 4  | 自分で蒔いたの。種を。 | 2018年9月24日 | MASARU MORISHITA | Full Size Music Video    |
| 5  | Ｇ                     | 2019年1月15日 | MASARU MORISHITA | Full Size Music Video    |
| 6  | 嘴                     | 2019年4月20日 | MASARU MORISHITA | Full Size Music Video    |
| 7  | 若者のすべて           | 2019年5月13日 | MASARU MORISHITA | Full Size Music Video    |
| 8  | 1995 A.D.              | 2019年6月28日 | ?                | Lyric Video              |
| 9  | 灰                     | 2019年7月6日  | 杉浦穂奈実       | Full Size Music Video    |
| 10 | 無茶しやがって…        | 2019年9月9日  | 杉浦穂奈実       | Full Size Music Video    |
| 11 | FLY HIGHER AGAIN       | 2020年1月30日 | 杉浦穂奈実       | Live Clip (YouTube ver.) |

## メディア

### 雑誌
- Top Yell NEO 2018～2019（2018年12月28日）
- UTB+ (アップ トゥ ボーイ プラス) vol.46（2019年1月9日）
- 週刊ヤングジャンプNo.13特大号（通巻1911号）（2019年2月28日）- 巻末グラビア5P
- 週刊ヤングジャンプNo.46特大号（通巻1942号）（2019年10月17日）- PINOCO巻末グラビア5P
- グラビアザテレビジョン vol.58（2021年12月17日）

### 新聞
- 日刊ゲンダイ（2018年10月6日）